# La caída del cielo
La caída del cielo: palabras de un chamán yanomami es un libro escrito por el chamán y filósofo Davi Kopenawa Yanomami de Brasil y el antropólogo francés nacido en Marruecos Bruce Albert. Fue publicado originalmente en francés en la colección Tierra Humana de la editorial Plon en París en 2010 bajo el título La chute du ciel. Paroles d'un chaman yanomami. Es considerado como uno de los principales libros amerindios producido mediante el uso de la escritura alfabética.
El título del libro 'la caída del cielo' hace referencia a la creencia yanomami de que, después de la muerte del último chamán, nadie quedará para sostener el cielo y este caerá de nuevo sobre la tierra, como ocurrió así en el principio de los tiempos.

## Desarrollo y publicación
El libro comenzó a componerse en 1989, cuando Davi Kopenawa envió tres cintas grabadas a Bruce Albert narrando, en su idioma, las dificultades que enfrenta su pueblo ante la minería, las enfermedades y la violencia en la región. El chamán solicitó la ayuda de Albert para dar a conocer sus palabras e historias. A partir de eso, se realizaron una serie de entrevistas con Kopenawa, que serían traducidas al portugués y al francés y publicadas en texto. La repercusión de estas entrevistas-ensayos hizo que Kopenawa solicitara a Albert que fuera más allá de la publicación de textos y organizara un libro de estos reportajes.
El primer manuscrito del libro se produjo en 1993, con base en 43 horas de grabaciones, que resultaron en 500 páginas de transcripción. A partir de ahí, Albert reinició una serie de entrevistas con el objetivo de mejorar y aclarar puntos del informe, como cronologías, lagunas, temas. Al mismo tiempo, continuaron publicándose traducciones de extractos de los discursos de Kopenawa. Entre esas publicaciones destaca el artículo  «L'Or cannibale et la chute du ciel: Une critique chamanique de l'économie politique de la nature (Yanomami, Brésil)» («El oro caníbal y la caída del cielo: Una crítica chamánica de la economía política de la naturaleza (Yanomami, Brasil») publicado en 1993 en la revista académica L'Homme; Revue française d'anthropologie.
Finalmente, a partir de la transcripción, traducción y la organización de 93 horas de grabaciones realizadas entre 1989 y 1999, el libro se publicó en 2010 en francés.

### Publicaciones en otros idiomas
En 2013 libro fue traducido al inglés como The Falling Sky: Words of a Yanomami Shaman por Nicholas Elliott y Alison Dundy, y publicado por el sello editorial Belknap Press de la Harvard University Press. El prólogo en esta edición fue escrito por Jean Malaurie, creador de la colección Tierra Humana.
En 2015 fue publicado al portugués como A queda do Céu por la editorial Companhia das Letras. La traducción fue realizada por Beatriz Perrone-Moisés e incluye un prefacio por Eduardo Viveiros de Castro titulado «El mensaje del bosque».
La versión en italiano fue publicada en 2018 como La caduta del cielo: Parole di uno sciamano yanomami por la editorial Nottetempo y traducida por Alessandro Lucera y Alessandro Palmieri.

## Estilo y estructura
El libro es un relato en primera persona de la historia de vida y el pensamiento cosmo-ecológico de Kopenawa. De acuerdo al antropólogo brasileño Eduardo Viveiros de Castro, la naturaleza del texto «es una forma chamánica en sí misma, un ejemplo de chamanismo en acción, en el que un chamán habla sobre espíritus a los blancos e igualmente sobre los blancos sobre la base de los espíritus, y ambas cosas a través de un intermediario blanco».
El libro está dividido en tres partes, cada una con ocho capítulos cronológicos y temáticos: I. Devenir otro; II. El humo metálico; y III. La caída de cielo. El primero se centra en la formación y experiencia chamánica de Kopenawa; el segundo sobre las consecuencias de la invasión de los garimpeiros, o mineros de oro en Brasil; y el tercero sobre su liderazgo en Brasil e internacionalmente en nombre de la supervivencia, el bienestar y los derechos de los yanomamis. Estas tres partes son introducidas por dos ensayos, un prólogo que da contexto al libro por Albert y «Palabras dadas» de Kopenawa. Se incluyen cinco mapas detallados del territorio yanomami en Brasil y Venezuela. Hay ensayos finales titulados «Palabras de Omama» de Kopenawa y «Postscriptum» de Albert. Los cuatro anexos se titulan: A. Etnónimo, lengua y ortografía; B. Los yanomami en Brasil; C. Al respecto de Watoriki (Watoriki es el pueblo actual de Kopenawa); y D. La masacre de Haximu. El texto está aclarado por expertos mediante extensas notas al pie de página, incluso los anexos. El libro termina con un glosario etnobiológico, un glosario geográfico, referencias, agradecimientos, e índices temáticos y de entidades chamánicas y cosmológicas yanomami.

## Recepción
En la comunidad virtual de lectores de la plataforma Goodreads, le han otorgado una puntuación de 4,58 basada en 278 evaluaciones.
El escritor indio Amitav Ghosh en el periódico británico The Guardian presentó el libro de la siguiente manera: «¿Qué significa cuando alguien dice que puede entender la vida interior de los animales, los árboles o incluso los bosques? Bruce Albert y Davi Kopenawa brindan un sentido vívido de esto en La caída del cielo. Los yanomami de la amazonía, como todos los pueblos indígenas de las Américas y Australia, han experimentado el fin de lo que alguna vez fue su mundo. Sin embargo, han sobrevivido y de alguna manera lograron dar sentido a una existencia herida. Tienen mucho que enseñarnos».
Ha generado varios artículos de revisión desde la academia desarrollados por el antropólogo australiano Jadran Mimica («Of shamanism and planetary crisis», 2014), el antropólogo brasileño Pedro de Niemeyer Cesarino («Ontological conflicts and shamanistic speculation in Davi Kopenawa’s The Falling Sky». 2014), el antropólogo cultural estadounidense Roy Wagner («The rising ground», 2014) y el antropólogo francés Emmanuel de Vienne («A shamanic Bible and its enunciation», 2014). La antropóloga estadounidense Leslie E. Sponsel, profesora emérita del Departamento de Antropología de la Universidad de Hawái, denominó al libro como «una obra maestra verdaderamente única e impresionante».
De acuerdo a de Vienne, el libro no es solo una narración histórica y una autobiografía, sino también un instrumento clave (o presente diplomático, o llamado chamánico, estos no son mutuamente excluyentes) en la guerra en curso de los garimpeiros contra los yanomami. El antropólogo francés denomina al libro como «una biblia chamánica» al inventar una nueva forma de diplomacia entre los yanomami y los blancos, en sus propias palabras:

El libro está diseñado explícitamente como un medio para poner fin a esta guerra logrando una transformación profunda de los propios agresores. Un caballo de Troya conceptual, por así decirlo, en forma de texto escrito, elocuente, veraz, poético, eficaz, capaz de conmover el corazón y transformar el alma de sus lectores, capaz de convencer, o mejor, de convertir.
«A shamanic Bible and its enunciation», 2014